# Динь Тьен Хоанг-де
Динь Тьен Хоанг-де (вьет. Đinh Tiên Hoàng) (личное имя Динь Бо Линь, вьет. Đinh Bộ Lĩnh, кит. 丁先皇), (22 марта 924—979) — 1-й император династии Динь в 968—979 годах. Окончательно освободил государство от китайской зависимости.

## Биография
Происходил из семьи местной знати Динь. Сын мандарина Динь Конг Чы. Родился в 924 году в деревне Зявьен (современная провинция Ниньбинь), получив имя Хоан. Рано потерял отца, воспитывался матерью в семейном имении в деревне.
В 938 году присоединился к войску Нго Куен, участвовал в битве на реке Батьданг, где вьеты победили китайскую завоевательную армию.
В дальнейшем в своей местности стал влиятельным военным. Начавшееся с 950 года ослабление династии Нго он использовал для собственного усиления, укрепив крепость Хоалы и захватив область Чыонг. Вскоре отразил нападение выонгов Нго Сыонг Вана и Нго Сыонг Нгапа. В 965 году с началом борьбы 12 шыкуанов за власть активно вмешался в неё. В 967 году одолел клан До, покорив западную Зяоти. Затем нанес поражение клану Кьеу, заняв северное Зяоти. К 968 году путем успешных походов, интриг, дипломатии и браков сумел покорить всех шыкуанов. В 968 году подчинил себе клан Нгуен, контролировавший центральный Зяоти. В это время принял титул выонга и затем сверг династию Нго, устранив Нго Сыонг Си.
Вскоре принял титул императора и имя Дай Тханг Минь Хоан Де (вьет. Đại Thắng Minh Hoàng Đế), внедрил собственные аристократические титулы и дал новое название государству — Дайковьет («Великий Вьет»). Этим была подчеркнута самостоятельность нового образования. Южная Хань, покровительствовавшая династии Нго, не отреагировала, поскольку вела войну с династией Сун.
В 970 году впервые стал чеканить собственно вьетнамскую монету «тханьбин хунгбао», испытавшую влияние китайской монетной системы.
В 971 году, после победы сунских войск, Динь Тьен Хоанг-де оказался в сложной ситуации. Ему был выдвинут ультиматум: признавать себя лишь местным правителем (то есть отказаться от титула императора), принять от китайского императора титулы и должности, свидетельствовавшие о подчинении, явиться лично в столицу империи Сун. Динь Тьен Хоанг-де принял условия, но пошёл на хитрость. Формально передал власть старшему сыну Динь Льену, которого объявил выонгом Намвьета, а сам принял титул верховного императора. В 972 году Динь Льен отправился в Китай, где получил должности цзедуши и губернатора Аньнаня. Динь Тьен Хоанг-де был присвоен титул «зяоти-куанвыонг». При этом Сун признавала правителем Динь Льена, хотя фактически им оставался Динь Тьен Хоанг-де.
Динь Тьен Хоанг-де продолжил реформы, укрепляя монархию, в частности, был введён императорский суд, были ужесточены наказания за различные преступления. В 978 году он назначил наследником своего среднего сына Динь Ханг Ланга. В ответ в 979 году Динь Льен устроил убийство младшего брата, но Динь Тьен Хоанг-де не стал казнить Динь Льена. Вскоре Динь Тьен Хоанг-де и Динь Льен были убиты дворцовым чиновником До Тхитем. Новым правителем стал младший сын Динь Тьен Хоанг-де Динь Фе-де.